# Rosenkranz-Basilika (Bandel)

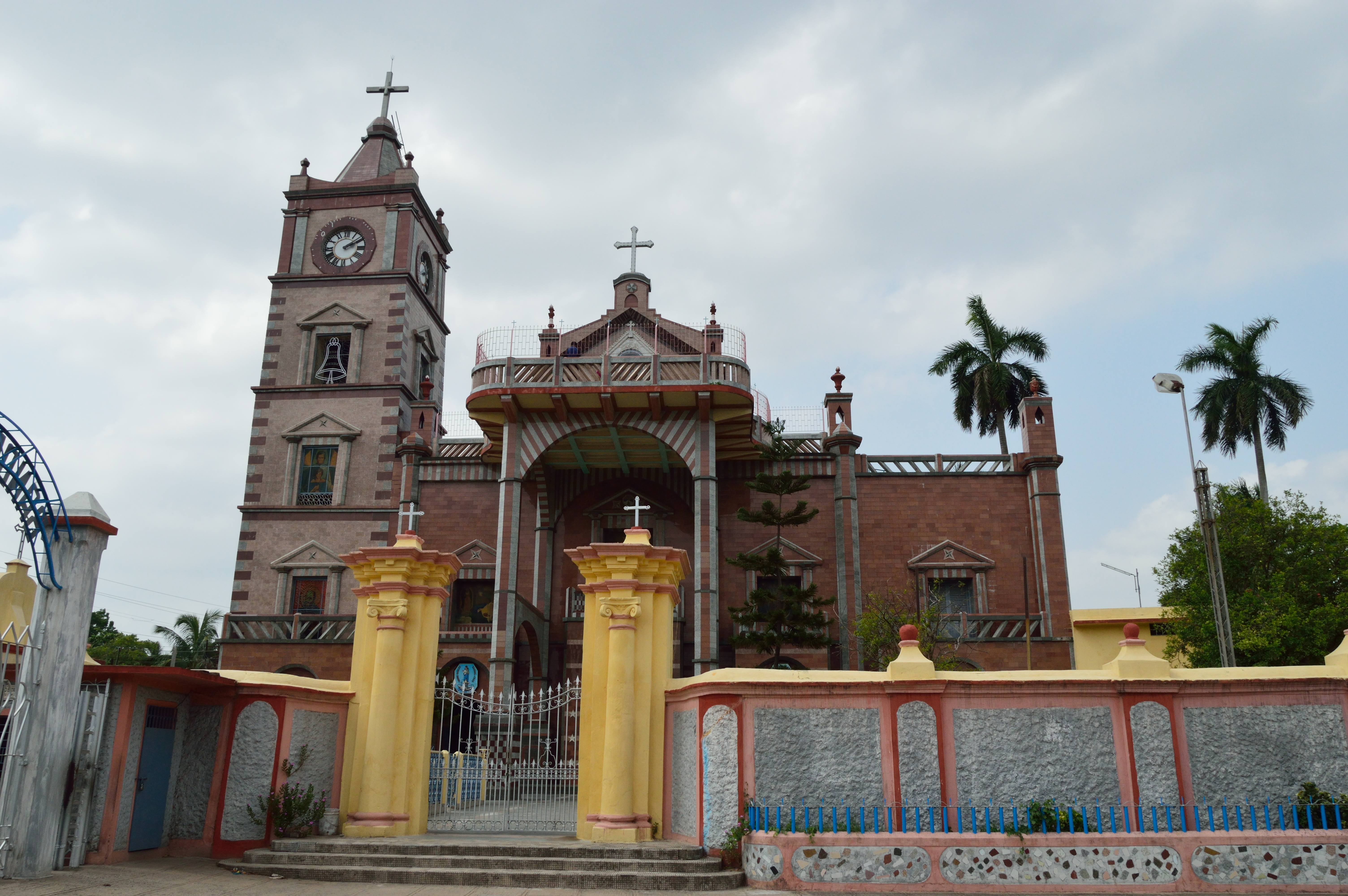
Fassade der Basilika

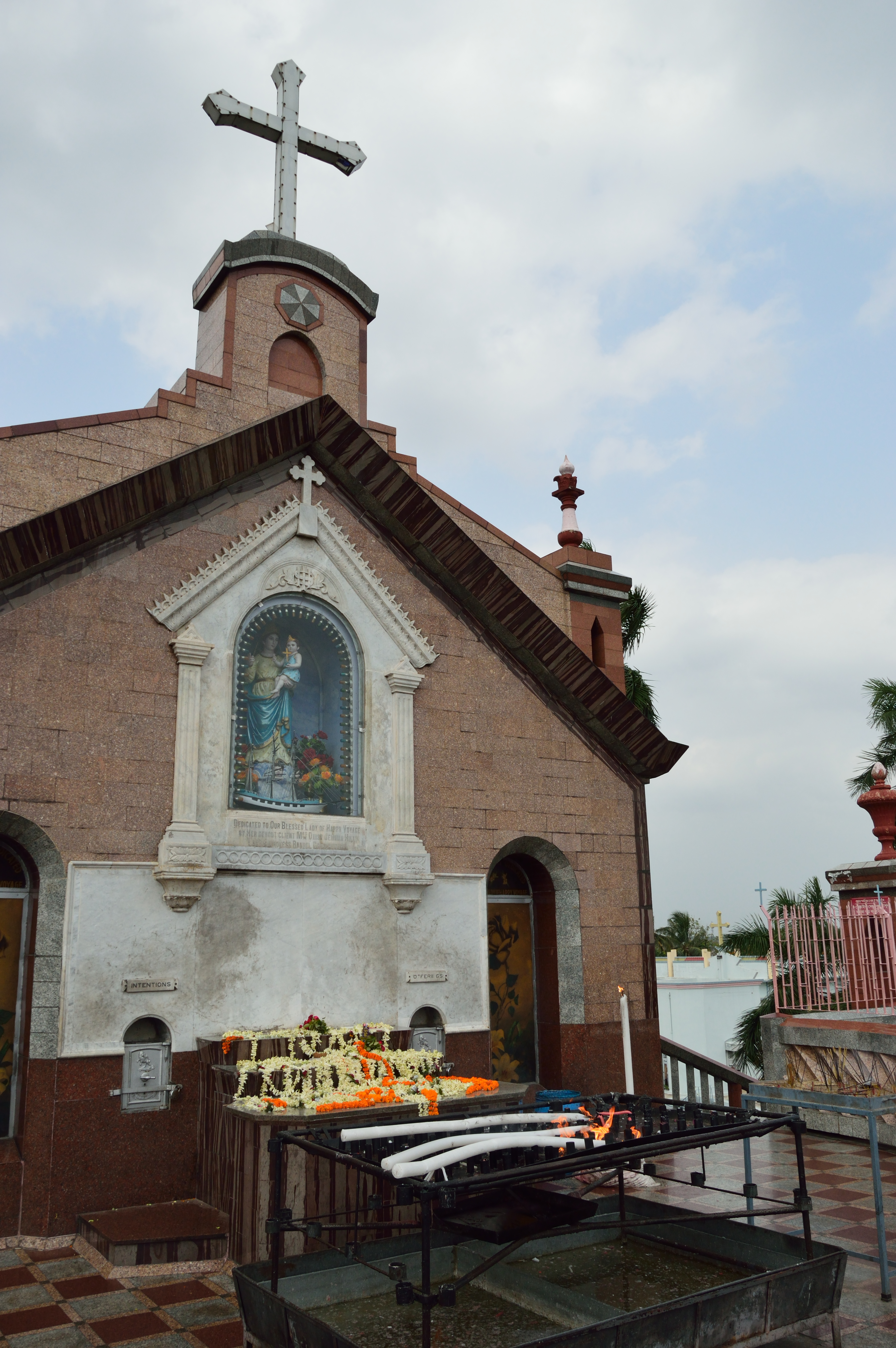
Marienschrein auf dem Emporendach

Die Rosenkranzbasilika (englisch Basilica Shrine of Our Lady of the Rosary) oder Bandelkirche ist eine römisch-katholische Kirche in Bandel, einer Stadt im ostindischen Bundesstaat Westbengalen nördlich von Kalkutta. Die Kirche im Erzbistum Kalkutta mit dem Patrozinium Unserer Lieben Frau des hl. Rosenkranzes trägt den Titel einer Basilica minor.

## Geschichte
Der Hafen von Bandel am Fluss Hugli wurde ab Mitte des 16. Jahrhunderts von den Portugiesen als Handelsstation genutzt, woraus ab 1571 nach Erlaubnis des Mogulkaisers Akbar I. eine Stadt entstand. 1599 errichteten die Portugiesen hier die erste Kirche in Bengalen zusammen mit einem Kloster. Nach der Eroberung durch die Moguln 1632 wurde der ganze Handelsposten niedergebrannt und die 4000 Einwohner nach Agra verschleppt oder getötet. Die Verschleppten konnten 1640 zurückkehren und den Posten wieder aufbauen. 1661 wurde durch Gomez de Soto die neue Kirche fertiggestellt, die bis ins 19. Jahrhundert durch ein Augustinerkloster betreut wurde. 1928 kamen Salesianer Don Boscos. 1988 wurde die auch als Pilgerzentrum bedeutsame Kirche durch Papst Johannes Paul II. in den Rang einer Basilica minor erhoben.

## Architektur
Die Kirche wurde als dreischiffige Basilika errichtet. Links neben der Fassade erreicht der fünfetagige, quadratische Glockenturm mit seinem Pyramidendach eine Höhe von 24 Metern. Vor dem Haupteingang wurde 1910 eine Empore auf Höhe des Kirchendachs errichtet, auf der eine Kapelle mit der Statue Maria der guten Reise steht, die noch aus der ersten Kirche stammen soll. Der Innenraum der Kirche ist mit drei Altären ausgestattet, der Hauptaltar zeigt Maria des Rosenkranzes, die anderen zeigen Statuen von Jesus und Johannes Bosco. Die Kirche besitzt eine kleine Orgel.
Auf der rechten Seite der Basilika schließt sich das ehemalige Kloster an. Am östlichen Eingang des Klosters ist der Grundstein von 1599 erhalten. Vor der Kirche steht ein Schiffsmast, den ein portugiesischer Kapitän als Votivgabe nach einem schweren Sturm im Golf von Bengalen hier aufgestellt haben soll.